# Montelibretti
Montelibretti è un comune italiano di 5 130 abitanti della città metropolitana di Roma Capitale nel Lazio.

## Geografia fisica

### Territorio
Il paese si trova sulle pendici occidentali dei Monti Sabini, su uno sperone roccioso tra la valle del Tevere e quella del Fosso Carolano. La parte nuova si è sviluppata ai lati della strada che conduce alla via Salaria.

### Clima
La classificazione climatica della zona è temperata sublitoranea. La piovosità media annua è di circa 791,2 mm. Il mese più piovoso è novembre con circa 115,6 mm; quello più secco è luglio con circa 20,8 mm. La temperatura media mensile più bassa si verifica in gennaio con 7 °C; la massima in luglio ed agosto con 24 °C. La media annua è di 14,9 °C.

## Storia

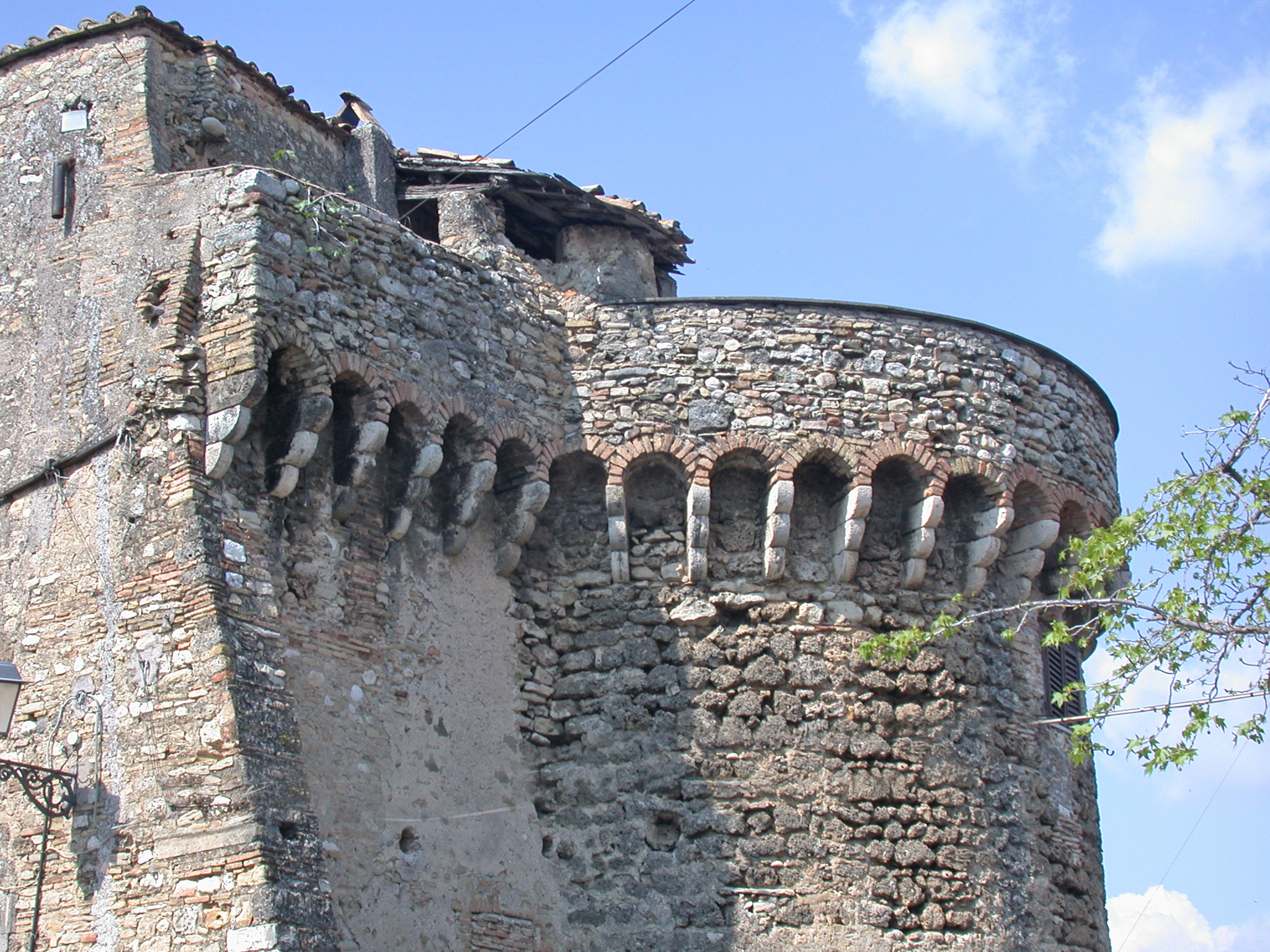
Torre del castello Orsini

In epoca romana doveva esistere nella zona una villa, che appartenne a Gaio Bruzio Presente, suocero dell'imperatore Commodo. Il nome del podere dei Bruzii passò al toponimo di Castellum Britti, attestato nel 1018. In testi del XII secolo viene citato come Montis Brittorum o De Brectis.
Dal XIV secolo il paese appartenne agli Orsini, dai quali passò nel 1664 ai Barberini e quindi agli Sciarra.
Sin dal Seicento gruppi di pastori provenienti dalle montagne del Reatino e dai monti Lucretili s'insediarono a circa 1 km a nord dal borgo del Castello, fondando Montelibretti "Casali". Questa zona costituisce l'attuale centro del paese.
Nel 1867 fu teatro della Campagna dell'Agro romano per la liberazione di Roma. Vi si scontrarono i garibaldini e le truppe pontificie e francesi. Un monumento ricorda gli episodi del 1867. Cimeli e testimonianze della battaglia si trovano nel Museo nazionale della campagna dell'Agro Romano per la liberazione di Roma, in comune di Mentana.

## Monumenti e luoghi d'interesse

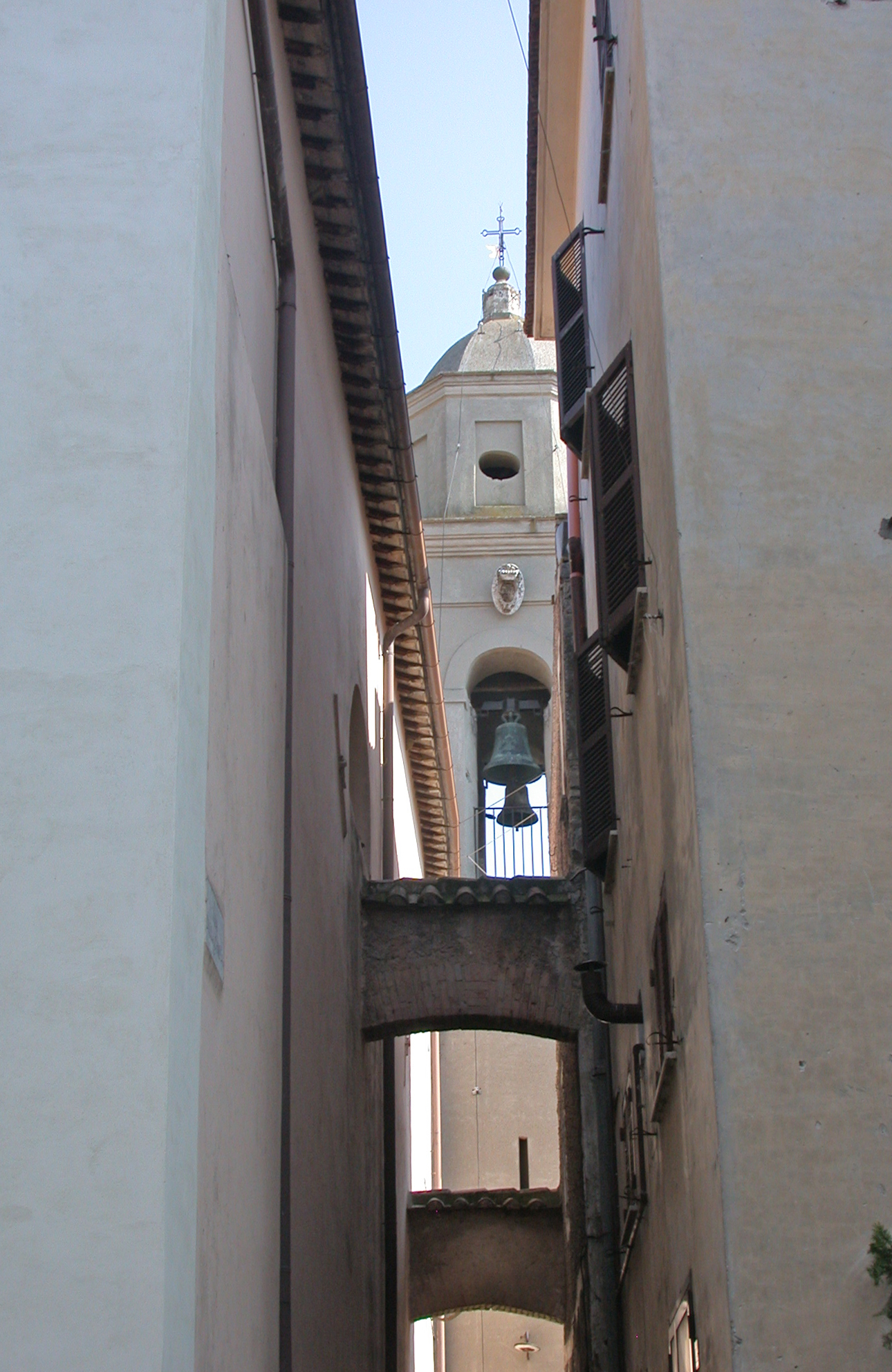
Campanile della chiesa di San Nicola di Bari

### Architetture religiose
- Chiesa parrocchiale di San Nicola da Bari, costruita nel 1535 e ricostruita nel 1773. Conserva all'interno due dipinti seicenteschi: Madonna in trono con Bambino ed i Santi Domenico e Caterina. All'esterno, nella lunetta, sovrastante il portale, vi è un dipinto raffigurante Gesù Crocefisso, nei rispettivi lati, San Nicola di Bari e San Cristoforo, sullo sfondo si intravede Montelibretti Castello. Opera realizzata dal maestro d'Arte Giovanni Rainaldi nel 1989.
- Chiesa parrocchiale della Madonna del Carmelo (Chiesa Nuova). Questa chiesa fu inaugurata nel 1893 nella nuova parte del paese denominata "Casali". Gli interni sono stati ristrutturati negli anni settanta del novecento, quando la chiesa perse la struttura a navate per motivi di spazio. Nei primi anni duemila, inoltre, è stata affrescata dal maestro d'Arte Giovanni Rainaldi. Dà il nome alla contrada della Chiesa Nuova.

#### Chiese minori
- Chiesa della Madonnella
- Chiesa della Madonna del Passo
- Chiesa di Santa Giuliana Falconieri
- Chiesa di Sant'Antimo
- Antica chiesetta di San Rocco (demolita)
- Casale Falconieri (in rovina)

### Architetture civili
- Palazzo Barberini, a pianta quadrata e con torri cilindriche, sorto nel Seicento, su un più antico castello degli Orsini.
- Palazzo del Municipio, anticamente la caserma dei carabinieri, fu costruito nella seconda metà dell'ottecento, fa parte delle strutture costruite nel nuovo centro del paese, di stile umbertino.
- Palazzo della "Scuola", precedentemente palazzo del Comune, si affaccia su Piazza della Repubblica, come il Palazzo del Municipio fu costruito nella seconda metà dell'ottecento, di stile umbertino.

### Siti archeologici
- Necropoli di Colle del Forno o di "Monti del Forno", o ancora "necropoli di Montelibretti", situata nel territorio comunale nell'Area della Ricerca di Montelibretti, identificata come appartenente all'antica città di Eretum, mentre il centro abitato è stato individuato sulla vicina collina di Casacotta. Le tombe, scoperte nel 1970, sono del tipo a camera sotterranea, con dromos (corridoio di accesso) e hanno restituito i corredi di ricchi personaggi. Sono attribuite al periodo tra il VII secolo a.C. e la prima metà del VI.

### Altro
- Nel centro storico monumento ai garibaldini e targhe marmoree sugli episodi del 1867.

## Società

### Evoluzione demografica
Abitanti censiti

### Tradizioni e folclore
- Festa di sant'Antonio abate, con processione, benedizione degli animali e distribuzione di ciambelle e dolci tipici (17 gennaio).
- Festa del patrono, san Nicola di Bari, con processione e con fiera di bestiame (9 e 10 maggio).
- Festa della Primavera, rievocazione storica rinascimentale con sfilata in costume cinquecentesco e Palio degli anelli, giochi a cavallo e in costume. Concerti, rassegne, osterie e taverne tipiche. La festa si svolge dal 1974, inizialmente l'ultima settimana di giugno, poi per alcuni anni la prima domenica di giugno.  In anni recenti la manifestazione, organizzata dall'Associazione culturale Festa della Primavera 1974, si è tenuta in un periodo compreso tra la prima metà di giugno e inizio luglio.[5]
- Festa della patrona, la Beata Vergine del Carmine, con processione, distribuzione di ciambelle e fiera di merci e bestiame (secondo fine settimana di ottobre).

## Cultura

### Istruzione

#### Ricerca
Nel territorio comunale è ospitata una delle più grandi Aree della Ricerca del Consiglio Nazionale delle Ricerche.

### Musei
- Museo della strumentazione e informazione cristallografica, sito nei pressi della stazione di Pianabella e dell'area della ricerca di Montelibretti, che raccoglie vari strumenti di cristallografia.

## Economia

### Agricoltura
È uno dei comuni della città metropolitana di Roma Capitale il cui territorio è compreso nell'area di produzione dell'olio di oliva di origine protetta Sabina.

## Infrastrutture e trasporti

### Ferrovie
- Stazione di Montelibretti-Fara Sabina
- Stazione di Piana Bella di Montelibretti

## Sport

### Calcio
- Associazione Sportiva Dilettantistica BRICTENSE che milita nella stagione 2022-2023 il campionato di 1ª categoria

## Galleria d'immagini

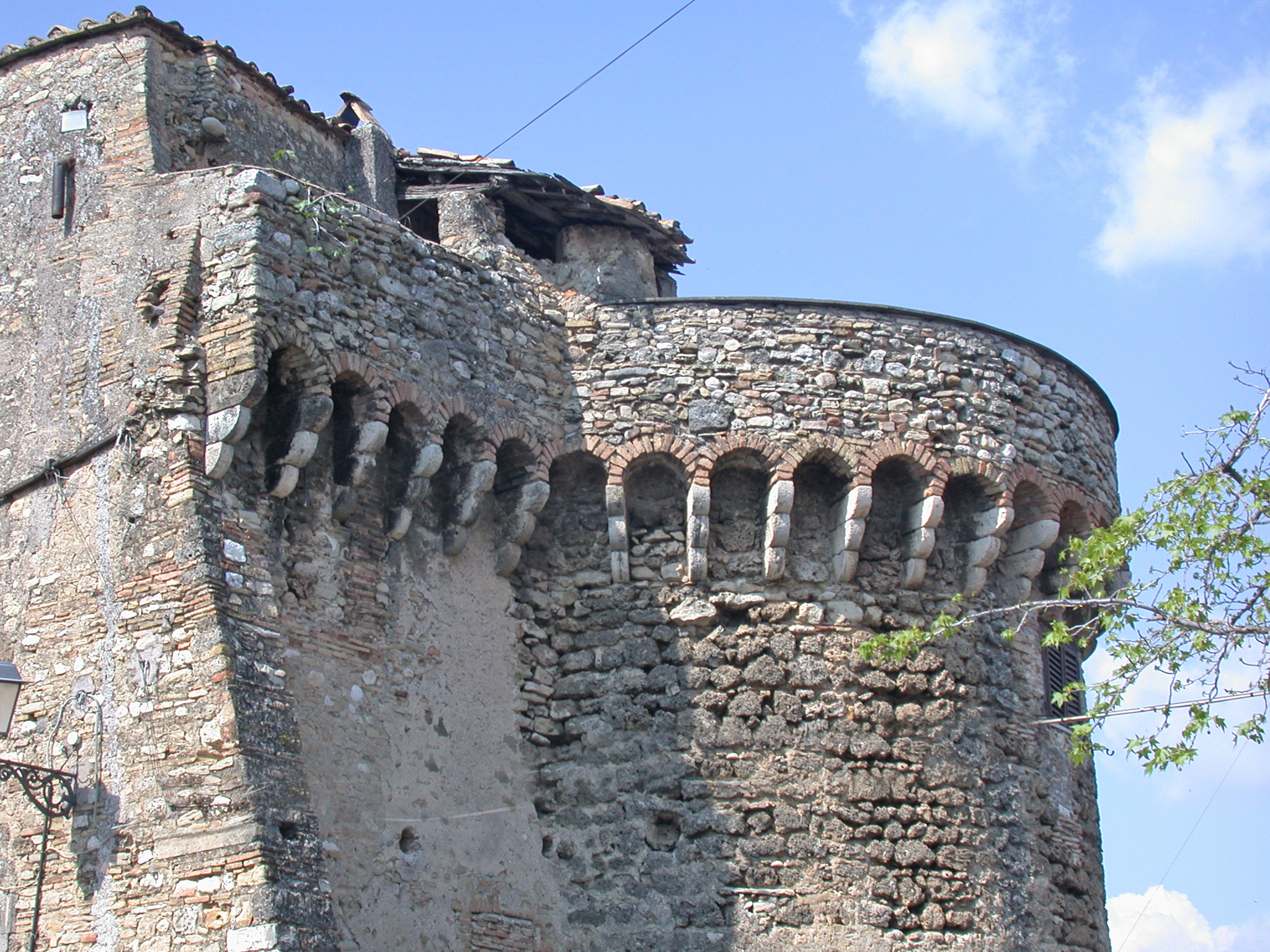
Castello Orsini
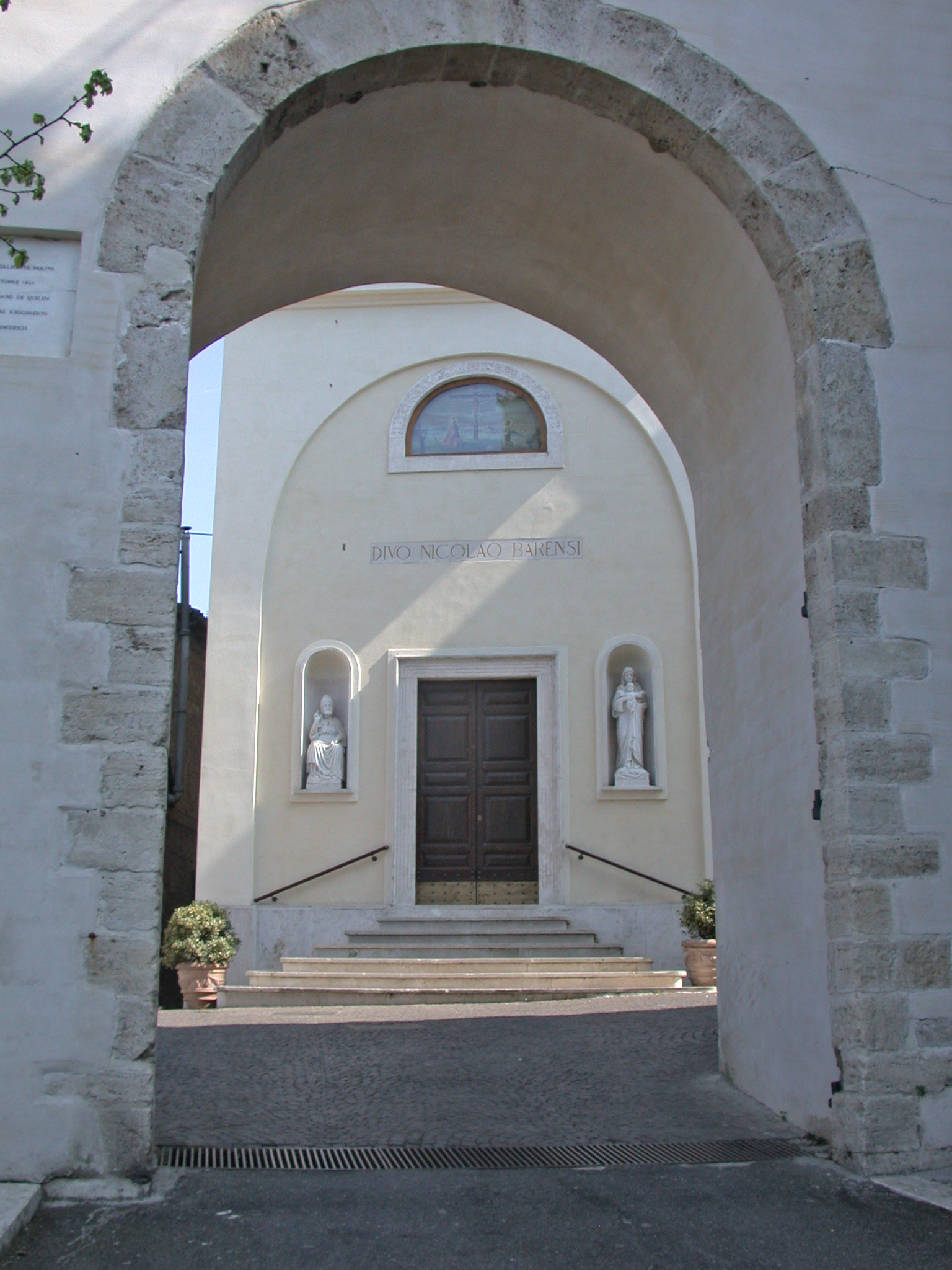
Chiesa San Nicola da Bari